# District de Nauyrzym
Le district de Nauyrzym (en kazakh : Науырзым ауданы est un district de l'oblys de Kostanaï, situé au nord du Kazakhstan.

## Géographie
Le centre administratif du district est la ville de Karamendy.

## Démographie
En 2013, le district a une population de 12 604 habitants.